# حسن مبارک
حسن مبارک (انگلیسی: Hassan Mubarak؛ زادهٔ ۱۳ آوریل ۱۹۶۸) بازیکن فوتبال اهل امارات متحده عربی است.
از باشگاه‌هایی که در آن بازی کرده‌است می‌توان به باشگاه فوتبال النصر امارات اشاره کرد.
وی همچنین در تیم ملی فوتبال امارات متحده عربی بازی کرده است